# 最新Dream
「最新Dream」（さいしんドリーム）は、2005年5月25日に発売されたクローバーのデビューシングル。

## 概要
テレビアニメ『IZUMO -猛き剣の閃記-』のエンディングテーマ。
「最新Dream」のミュージッククリップを収録したDVDが付いている。

## 収録曲
（全作詞：畑亜貴）
1. 最新Dream
作曲・編曲：黒須克彦
  - テレビアニメ『IZUMO -猛き剣の閃記-』エンディングテーマ
2. それだLove!!
作曲・編曲：橋本由香利
3. 最新Dream（off vocal）
4. それだLove!!（off vocal）